# Composició política dels Consells Comarcals de Catalunya (1987-1991)
Després de les eleccions municipals de 1987, els Consells comarcals de Catalunya van ser formades amb els següents consellers i partits polítics:
| Composició política dels Consells Comarcals de Catalunya (1987-1991) | Composició política dels Consells Comarcals de Catalunya (1987-1991) | Composició política dels Consells Comarcals de Catalunya (1987-1991) | Composició política dels Consells Comarcals de Catalunya (1987-1991) | Composició política dels Consells Comarcals de Catalunya (1987-1991) | Composició política dels Consells Comarcals de Catalunya (1987-1991) |
| -------------------------------------------------------------------- | -------------------------------------------------------------------- | -------------------------------------------------------------------- | -------------------------------------------------------------------- | -------------------------------------------------------------------- | -------------------------------------------------------------------- |
| Comarca                                                              | Partit                                                               | Vots                                                                 | %                                                                    | Consellers                                                           | +/–                                                                  |
| Alt Camp                                                             | Convergència i Unió                                                  | 8.272                                                                | 45,18                                                                | 14 / 19                                                              | Nou                                                                  |
| Alt Camp                                                             | Partit dels Socialistes de Catalunya                                 | 6.192                                                                | 33,82                                                                | 5 / 19                                                               | Nou                                                                  |
| Alt Empordà                                                          | Convergència i Unió                                                  | 19.977                                                               | 45,24                                                                | 18 / 25                                                              | Nou                                                                  |
| Alt Empordà                                                          | Partit dels Socialistes de Catalunya                                 | 12.639                                                               | 28,62                                                                | 7 / 25                                                               | Nou                                                                  |
| Alt Penedès                                                          | Convergència i Unió                                                  | 16.294                                                               | 43,66                                                                | 14 / 25                                                              | Nou                                                                  |
| Alt Penedès                                                          | Partit dels Socialistes de Catalunya                                 | 14.331                                                               | 38,40                                                                | 10 / 25                                                              | Nou                                                                  |
| Alt Penedès                                                          | Esquerra Republicana de Catalunya                                    | 2.029                                                                | 5,44                                                                 | 1 / 25                                                               | Nou                                                                  |
| Alt Urgell                                                           | Convergència i Unió                                                  | 4.073                                                                | 44,07                                                                | 11 / 19                                                              | Nou                                                                  |
| Alt Urgell                                                           | Partit dels Socialistes de Catalunya                                 | 3.301                                                                | 35,71                                                                | 4 / 19                                                               | Nou                                                                  |
| Alt Urgell                                                           | Progrés del Pirineu                                                  | 601                                                                  | 6,50                                                                 | 3 / 19                                                               | Nou                                                                  |
| Alt Urgell                                                           | Aliança Popular                                                      | 866                                                                  | 9,37                                                                 | 1 / 19                                                               | Nou                                                                  |
| Anoia                                                                | Convergència i Unió                                                  | 17.747                                                               | 40,60                                                                | 12 / 25                                                              | Nou                                                                  |
| Anoia                                                                | Partit dels Socialistes de Catalunya                                 | 17.273                                                               | 39,51                                                                | 8 / 25                                                               | Nou                                                                  |
| Anoia                                                                | Associació d'Agrupacions d'Electors de l'Anoia                       | 1.110                                                                | 2,54                                                                 | 4 / 25                                                               | Nou                                                                  |
| Anoia                                                                | Iniciativa per Catalunya                                             | 2.437                                                                | 5,57                                                                 | 1 / 25                                                               | Nou                                                                  |
| Bages                                                                | Convergència i Unió                                                  | 35.920                                                               | 42,72                                                                | 19 / 33                                                              | Nou                                                                  |
| Bages                                                                | Partit dels Socialistes de Catalunya                                 | 24.882                                                               | 29,60                                                                | 8 / 33                                                               | Nou                                                                  |
| Bages                                                                | Associació d'Agrupacions d'Electors del Bages 2                      | 3.977                                                                | 4,73                                                                 | 3 / 33                                                               | Nou                                                                  |
| Bages                                                                | Associació d'Agrupacions d'Electors del Bages 1                      | 3.108                                                                | 3,70                                                                 | 3 / 33                                                               | Nou                                                                  |
| Baix Camp                                                            | Convergència i Unió                                                  | 21.359                                                               | 36,43                                                                | 20 / 33                                                              | Nou                                                                  |
| Baix Camp                                                            | Partit dels Socialistes de Catalunya                                 | 20.259                                                               | 34,55                                                                | 10 / 33                                                              | Nou                                                                  |
| Baix Camp                                                            | Aliança Popular                                                      | 4.264                                                                | 7,27                                                                 | 2 / 33                                                               | Nou                                                                  |
| Baix Camp                                                            | Esquerra Republicana de Catalunya                                    | 3.584                                                                | 6,11                                                                 | 1 / 33                                                               | Nou                                                                  |
| Baix Ebre                                                            | Convergència i Unió                                                  | 10.592                                                               | 29,81                                                                | 10 / 25                                                              | Nou                                                                  |
| Baix Ebre                                                            | Partit dels Socialistes de Catalunya                                 | 8.869                                                                | 24,96                                                                | 8 / 25                                                               | Nou                                                                  |
| Baix Ebre                                                            | Aliança Popular                                                      | 6.339                                                                | 17,84                                                                | 4 / 25                                                               | Nou                                                                  |
| Baix Ebre                                                            | Independents per Deltebre                                            | 2.234                                                                | 6,29                                                                 | 1 / 25                                                               | Nou                                                                  |
| Baix Ebre                                                            | Independents Unitat per l'Aldea                                      | 1.652                                                                | 4,65                                                                 | 1 / 25                                                               | Nou                                                                  |
| Baix Ebre                                                            | Iniciativa per Catalunya                                             | 1.573                                                                | 4,43                                                                 | 1 / 25                                                               | Nou                                                                  |
| Baix Empordà                                                         | Convergència i Unió                                                  | 19.711                                                               | 45,28                                                                | 18 / 25                                                              | Nou                                                                  |
| Baix Empordà                                                         | Partit dels Socialistes de Catalunya                                 | 12.185                                                               | 27,99                                                                | 5 / 25                                                               | Nou                                                                  |
| Baix Empordà                                                         | Unitat i Progrés Municipal                                           | 4.040                                                                | 9,28                                                                 | 2 / 25                                                               | Nou                                                                  |
| Baix Llobregat                                                       | Partit dels Socialistes de Catalunya                                 | 121.557                                                              | 43,54                                                                | 18 / 39                                                              | Nou                                                                  |
| Baix Llobregat                                                       | Convergència i Unió                                                  | 54.089                                                               | 19,38                                                                | 11 / 39                                                              | Nou                                                                  |
| Baix Llobregat                                                       | Iniciativa per Catalunya                                             | 58.401                                                               | 20,92                                                                | 9 / 39                                                               | Nou                                                                  |
| Baix Llobregat                                                       | Centre Democràtic i Social                                           | 12.660                                                               | 4,54                                                                 | 1 / 39                                                               | Nou                                                                  |
| Baix Penedès                                                         | Convergència i Unió                                                  | 7.505                                                                | 42,63                                                                | 10 / 19                                                              | Nou                                                                  |
| Baix Penedès                                                         | Partit dels Socialistes de Catalunya                                 | 6.517                                                                | 37,01                                                                | 9 / 19                                                               | Nou                                                                  |
| Barcelonès                                                           | Partit dels Socialistes de Catalunya                                 | 551.187                                                              | 45,06                                                                | 22 / 39                                                              | Nou                                                                  |
| Barcelonès                                                           | Convergència i Unió                                                  | 365.356                                                              | 29,87                                                                | 9 / 39                                                               | Nou                                                                  |
| Barcelonès                                                           | Iniciativa per Catalunya                                             | 121.139                                                              | 9,90                                                                 | 7 / 39                                                               | Nou                                                                  |
| Barcelonès                                                           | Aliança Popular                                                      | 84.484                                                               | 6,91                                                                 | 1 / 39                                                               | Nou                                                                  |
| Berguedà                                                             | Convergència i Unió                                                  | 12.080                                                               | 50,13                                                                | 12 / 19                                                              | Nou                                                                  |
| Berguedà                                                             | Progrés del Berguedà                                                 | 4.811                                                                | 19,96                                                                | 4 / 19                                                               | Nou                                                                  |
| Berguedà                                                             | Associació d'Agrupacions d'Electors del Berguedà                     | 1.524                                                                | 6,32                                                                 | 3 / 19                                                               | Nou                                                                  |
| Cerdanya                                                             | Convergència i Unió                                                  | 3.869                                                                | 56,47                                                                | 15 / 19                                                              | Nou                                                                  |
| Cerdanya                                                             | Partit dels Socialistes de Catalunya                                 | 1.140                                                                | 16,64                                                                | 2 / 19                                                               | Nou                                                                  |
| Cerdanya                                                             | Esquerra Republicana de Catalunya                                    | 492                                                                  | 7,18                                                                 | 1 / 19                                                               | Nou                                                                  |
| Cerdanya                                                             | Aliança Popular                                                      | 473                                                                  | 6,90                                                                 | 1 / 19                                                               | Nou                                                                  |
| Conca de Barberà                                                     | Convergència i Unió                                                  | 4.496                                                                | 44,69                                                                | 13 / 19                                                              | Nou                                                                  |
| Conca de Barberà                                                     | Partit dels Socialistes de Catalunya                                 | 1.799                                                                | 17,88                                                                | 3 / 19                                                               | Nou                                                                  |
| Conca de Barberà                                                     | Independents per Montblanc                                           | 1.583                                                                | 15,73                                                                | 2 / 19                                                               | Nou                                                                  |
| Conca de Barberà                                                     | Solivella Unida                                                      | 316                                                                  | 3,14                                                                 | 1 / 19                                                               | Nou                                                                  |
| Garraf                                                               | Partit dels Socialistes de Catalunya                                 | 14.345                                                               | 38,22                                                                | 11 / 25                                                              | Nou                                                                  |
| Garraf                                                               | Convergència i Unió                                                  | 9.268                                                                | 24,69                                                                | 8 / 25                                                               | Nou                                                                  |
| Garraf                                                               | Associació d'Agrupacions d'Electors del Garraf                       | 2.716                                                                | 7,24                                                                 | 2 / 25                                                               | Nou                                                                  |
| Garraf                                                               | Entesa per Cubelles                                                  | 1.173                                                                | 3,13                                                                 | 2 / 25                                                               | Nou                                                                  |
| Garraf                                                               | Iniciativa per Catalunya                                             | 2.900                                                                | 7,73                                                                 | 1 / 25                                                               | Nou                                                                  |
| Garraf                                                               | Centre Democràtic i Social                                           | 2.657                                                                | 7,08                                                                 | 1 / 25                                                               | Nou                                                                  |
| Garrigues                                                            | Convergència i Unió                                                  | 5.619                                                                | 45,25                                                                | 12 / 19                                                              | Nou                                                                  |
| Garrigues                                                            | Partit dels Socialistes de Catalunya                                 | 3.977                                                                | 32,02                                                                | 6 / 19                                                               | Nou                                                                  |
| Garrigues                                                            | Aliança Popular                                                      | 1.041                                                                | 8,38                                                                 | 1 / 19                                                               | Nou                                                                  |
| Garrotxa                                                             | Convergència i Unió                                                  | 13.645                                                               | 55,27                                                                | 13 / 19                                                              | Nou                                                                  |
| Garrotxa                                                             | Associació d'Agrupacions d'Electorals la Garrotxa                    | 4.019                                                                | 16,28                                                                | 3 / 19                                                               | Nou                                                                  |
| Garrotxa                                                             | Ass. d'Agr. d'Electors Independents Associats                        | 1.986                                                                | 8,04                                                                 | 3 / 19                                                               | Nou                                                                  |
| Gironès                                                              | Convergència i Unió                                                  | 28.494                                                               | 40,79                                                                | 22 / 33                                                              | Nou                                                                  |
| Gironès                                                              | Partit dels Socialistes de Catalunya                                 | 24.020                                                               | 34,38                                                                | 9 / 33                                                               | Nou                                                                  |
| Gironès                                                              | Plataforma Progressista de les Comarques Gironines                   | 4.699                                                                | 6,73                                                                 | 2 / 33                                                               | Nou                                                                  |
| Maresme                                                              | Convergència i Unió                                                  | 50.498                                                               | 37,21                                                                | 17 / 33                                                              | Nou                                                                  |
| Maresme                                                              | Partit dels Socialistes de Catalunya                                 | 47.337                                                               | 34,88                                                                | 11 / 33                                                              | Nou                                                                  |
| Maresme                                                              | Associació d'Agrupacions d'Electors del Maresme                      | 7.787                                                                | 5,74                                                                 | 3 / 33                                                               | Nou                                                                  |
| Maresme                                                              | Iniciativa per Catalunya                                             | 8.292                                                                | 6,11                                                                 | 1 / 33                                                               | Nou                                                                  |
| Maresme                                                              | Aliança Popular                                                      | 6.453                                                                | 4,76                                                                 | 1 / 33                                                               | Nou                                                                  |
| Montsià                                                              | Convergència i Unió                                                  | 11.023                                                               | 36,55                                                                | 11 / 25                                                              | Nou                                                                  |
| Montsià                                                              | Partit dels Socialistes de Catalunya                                 | 9.494                                                                | 31,48                                                                | 9 / 25                                                               | Nou                                                                  |
| Montsià                                                              | Iniciativa per Catalunya                                             | 3.569                                                                | 11,83                                                                | 3 / 25                                                               | Nou                                                                  |
| Montsià                                                              | Aliança Popular                                                      | 2.569                                                                | 8,52                                                                 | 2 / 25                                                               | Nou                                                                  |
| Noguera                                                              | Convergència i Unió                                                  | 10.513                                                               | 43,76                                                                | 11 / 19                                                              | Nou                                                                  |
| Noguera                                                              | Independents, Progressistes i Nacionalistes                          | 4.445                                                                | 18,50                                                                | 4 / 19                                                               | Nou                                                                  |
| Noguera                                                              | Partit dels Socialistes de Catalunya                                 | 4.310                                                                | 17,94                                                                | 3 / 19                                                               | Nou                                                                  |
| Noguera                                                              | Aliança Popular                                                      | 1.549                                                                | 6,45                                                                 | 1 / 19                                                               | Nou                                                                  |
| Osona                                                                | Convergència i Unió                                                  | 33.668                                                               | 56,30                                                                | 23 / 33                                                              | Nou                                                                  |
| Osona                                                                | Independents pel Progrés Municipal d'Osona                           | 11.877                                                               | 19,86                                                                | 5 / 33                                                               | Nou                                                                  |
| Osona                                                                | Associació d'Agrupacions d'Electors d'Osona                          | 3.311                                                                | 5,54                                                                 | 3 / 33                                                               | Nou                                                                  |
| Osona                                                                | Esquerra Republicana de Catalunya                                    | 5.191                                                                | 8,68                                                                 | 2 / 33                                                               | Nou                                                                  |
| Pallars Jussà                                                        | Convergència i Unió                                                  | 4.468                                                                | 46,93                                                                | 12 / 19                                                              | Nou                                                                  |
| Pallars Jussà                                                        | Partit dels Socialistes de Catalunya                                 | 2.149                                                                | 22,57                                                                | 4 / 19                                                               | Nou                                                                  |
| Pallars Jussà                                                        | Independents, Progressistes i Nacionalistes                          | 874                                                                  | 9,18                                                                 | 2 / 19                                                               | Nou                                                                  |
| Pallars Jussà                                                        | Agrupació d'Electors d'Isona i Conca Dellà                           | 687                                                                  | 7,22                                                                 | 1 / 19                                                               | Nou                                                                  |
| Pallars Sobirà                                                       | Convergència i Unió                                                  | 1.559                                                                | 42,74                                                                | 9 / 19                                                               | Nou                                                                  |
| Pallars Sobirà                                                       | Partit dels Socialistes de Catalunya                                 | 1.323                                                                | 36,27                                                                | 7 / 19                                                               | Nou                                                                  |
| Pallars Sobirà                                                       | Esquerra Republicana de Catalunya                                    | 486                                                                  | 13,32                                                                | 2 / 19                                                               | Nou                                                                  |
| Pallars Sobirà                                                       | Centre Democràtic i Social                                           | 207                                                                  | 5,67                                                                 | 1 / 19                                                               | Nou                                                                  |
| Priorat                                                              | Convergència i Unió                                                  | 1.987                                                                | 37,07                                                                | 9 / 19                                                               | Nou                                                                  |
| Priorat                                                              | Associació d'Agrupacions d'Electors del Priorat                      | 816                                                                  | 15,22                                                                | 5 / 19                                                               | Nou                                                                  |
| Priorat                                                              | Partit dels Socialistes de Catalunya                                 | 943                                                                  | 17,59                                                                | 4 / 19                                                               | Nou                                                                  |
| Priorat                                                              | Esquerra Republicana de Catalunya                                    | 651                                                                  | 12,15                                                                | 1 / 19                                                               | Nou                                                                  |
| Ribera d'Ebre                                                        | Convergència i Unió                                                  | 4.528                                                                | 34,71                                                                | 9 / 19                                                               | Nou                                                                  |
| Ribera d'Ebre                                                        | Partit dels Socialistes de Catalunya                                 | 3.736                                                                | 28,64                                                                | 5 / 19                                                               | Nou                                                                  |
| Ribera d'Ebre                                                        | Esquerra Republicana de Catalunya                                    | 1.851                                                                | 14,19                                                                | 3 / 19                                                               | Nou                                                                  |
| Ribera d'Ebre                                                        | Unió de Progrés Municipal                                            | 1.283                                                                | 9,84                                                                 | 1 / 19                                                               | Nou                                                                  |
| Ribera d'Ebre                                                        | Aliança Popular                                                      | 1.087                                                                | 8,33                                                                 | 1 / 19                                                               | Nou                                                                  |
| Ripollès                                                             | Convergència i Unió                                                  | 7.864                                                                | 46,51                                                                | 13 / 19                                                              | Nou                                                                  |
| Ripollès                                                             | Partit dels Socialistes de Catalunya                                 | 4.809                                                                | 28,44                                                                | 3 / 19                                                               | Nou                                                                  |
| Ripollès                                                             | Electors Independents Agrupats                                       | 1.235                                                                | 7,30                                                                 | 2 / 19                                                               | Nou                                                                  |
| Ripollès                                                             | Unitat i Progrés Municipal                                           | 1.452                                                                | 8,59                                                                 | 1 / 19                                                               | Nou                                                                  |
| Segarra                                                              | Convergència i Unió                                                  | 5.747                                                                | 64,05                                                                | 18 / 19                                                              | Nou                                                                  |
| Segarra                                                              | Esquerra Republicana de Catalunya                                    | 841                                                                  | 9,37                                                                 | 1 / 19                                                               | Nou                                                                  |
| Segrià                                                               | Convergència i Unió                                                  | 32.796                                                               | 36,62                                                                | 18 / 33                                                              | Nou                                                                  |
| Segrià                                                               | Partit dels Socialistes de Catalunya                                 | 30.666                                                               | 34,24                                                                | 13 / 33                                                              | Nou                                                                  |
| Segrià                                                               | Aliança Popular                                                      | 6.711                                                                | 7,49                                                                 | 2 / 33                                                               | Nou                                                                  |
| Selva                                                                | Convergència i Unió                                                  | 22.110                                                               | 46,90                                                                | 18 / 25                                                              | Nou                                                                  |
| Selva                                                                | Partit dels Socialistes de Catalunya                                 | 12.446                                                               | 26,40                                                                | 6 / 25                                                               | Nou                                                                  |
| Selva                                                                | Iniciativa per Catalunya                                             | 2.481                                                                | 5,26                                                                 | 1 / 25                                                               | Nou                                                                  |
| Solsonès                                                             | Convergència i Unió                                                  | 3.347                                                                | 63,89                                                                | 16 / 19                                                              | Nou                                                                  |
| Solsonès                                                             | Aliança Popular                                                      | 838                                                                  | 16,00                                                                | 2 / 19                                                               | Nou                                                                  |
| Solsonès                                                             | Esquerra Republicana de Catalunya                                    | 553                                                                  | 10,56                                                                | 1 / 19                                                               | Nou                                                                  |
| Tarragonès                                                           | Convergència i Unió                                                  | 27.004                                                               | 37,00                                                                | 20 / 33                                                              | Nou                                                                  |
| Tarragonès                                                           | Partit dels Socialistes de Catalunya                                 | 23.823                                                               | 32,64                                                                | 10 / 33                                                              | Nou                                                                  |
| Tarragonès                                                           | Alianza Popular                                                      | 6.249                                                                | 8,56                                                                 | 2 / 33                                                               | Nou                                                                  |
| Tarragonès                                                           | Centre Democràtic i Social                                           | 4.137                                                                | 5,67                                                                 | 1 / 33                                                               | Nou                                                                  |
| Terra Alta                                                           | Convergència i Unió                                                  | 4.057                                                                | 49,83                                                                | 10 / 19                                                              | Nou                                                                  |
| Terra Alta                                                           | Aliança Popular                                                      | 1.662                                                                | 20,41                                                                | 5 / 19                                                               | Nou                                                                  |
| Terra Alta                                                           | Partit dels Socialistes de Catalunya                                 | 1.261                                                                | 15,49                                                                | 2 / 19                                                               | Nou                                                                  |
| Terra Alta                                                           | Associació d'Agrupacions d'Electors de Terra Alta                    | 560                                                                  | 6,88                                                                 | 2 / 19                                                               | Nou                                                                  |
| Urgell                                                               | Convergència i Unió                                                  | 9.727                                                                | 48,65                                                                | 12 / 19                                                              | Nou                                                                  |
| Urgell                                                               | Partit dels Socialistes de Catalunya                                 | 3.793                                                                | 18,97                                                                | 3 / 19                                                               | Nou                                                                  |
| Urgell                                                               | Independents, Progressistes i Nacionalistes                          | 1.811                                                                | 9,06                                                                 | 3 / 19                                                               | Nou                                                                  |
| Urgell                                                               | Independents per a Tàrrega i Agregats                                | 2.046                                                                | 10,23                                                                | 1 / 19                                                               | Nou                                                                  |
| Vallès Occidental                                                    | Partit dels Socialistes de Catalunya                                 | 97.269                                                               | 33,20                                                                | 14 / 39                                                              | Nou                                                                  |
| Vallès Occidental                                                    | Convergència i Unió                                                  | 72.554                                                               | 24,76                                                                | 13 / 39                                                              | Nou                                                                  |
| Vallès Occidental                                                    | Iniciativa per Catalunya                                             | 87.039                                                               | 29,71                                                                | 11 / 39                                                              | Nou                                                                  |
| Vallès Occidental                                                    | Aliança Popular                                                      | 12.457                                                               | 4,25                                                                 | 1 / 39                                                               | Nou                                                                  |
| Vallès Oriental                                                      | Convergència i Unió                                                  | 41.241                                                               | 34,38                                                                | 17 / 33                                                              | Nou                                                                  |
| Vallès Oriental                                                      | Partit dels Socialistes de Catalunya                                 | 45.714                                                               | 38,11                                                                | 11 / 33                                                              | Nou                                                                  |
| Vallès Oriental                                                      | Iniciativa per Catalunya                                             | 13.592                                                               | 11,33                                                                | 3 / 33                                                               | Nou                                                                  |
| Vallès Oriental                                                      | Associació d'Agrupacions d'Electors V. Oriental                      | 3.793                                                                | 3,16                                                                 | 2 / 33                                                               | Nou                                                                  |